# インソムニア (鬼束ちひろのアルバム)
『インソムニア』(英文表記：INSOMNIA)は、2001年3月7日（水）に発売された鬼束ちひろの1枚目のアルバム。

## 解説
タイトルは不眠症の意味だが、本人は「響きが良いから」との理由で意味を考慮することなく付けたという。これは自身がデビューした当初から考えていたという。
オリコン週間チャート初登場1位を記録、150万枚以上のミリオンセールスを記録し、鬼束ちひろ最大のヒット作となる。オリコン1位獲得当時20歳5ヶ月という記録は、宇多田ヒカルの『First Love』の当時16歳2ヶ月に次ぐ史上2番目に若い女性シンガーソングライターのオリコン1位獲得作品であったが、2004年5月第4週目でアヴリル・ラヴィーンの『Let Go』の当時19歳8ヶ月、2007年4月第2週でYUIの『CAN'T BUY MY LOVE』の当時20歳1ヶ月、2008年11月第2週で加藤ミリヤの『BEST DESTINY』の当時20歳4ヶ月と、それぞれオリコン初登場1位を獲得したことにより、2008年12月現在5番目となっている。
「月光」「眩暈」のヒットシングル曲をはじめ、自身が初めて作った楽曲「call」や、ジャン・レノ・広末涼子主演のフランス映画『WASABI』で挿入歌として劇中で流れた「螺旋」など、個性的な楽曲が収録されている。ちなみにアルバム収録曲（シングル収録を除く）でタイアップのついた「イノセンス」「BACK DOOR (album version)」「螺旋」は、全てアルバム発売後にタイアップが決定した。
この作品で第16回ゴールドディスク大賞ロック・アルバム・オブ・ザ・イヤーを受賞した。
このアルバムと初のプロモーションビデオ集『ME AND MY DEVIL』との連動特典で、シングル「眩暈/edge」リリース時まで配布されていたフリーペーパー『Pretty Witch』を製本化した『Pretty Witch Complete Books』が抽選で当たるというキャンペーンが行われた。

## 収録曲
全作詞・作曲：鬼束ちひろ、編曲：羽毛田丈史(特記以外)
1. 月光
2ndシングル
シングルのものよりもアウトロが短くなっている。
2. イノセンス
Applied Material社 企業CMソング
3. BACK DOOR (album version)
編曲：土屋望・羽毛田丈史
1stシングルのカップリングのアレンジ
NHK総合『夢伝説』エンディングテーマ
4. edge
4thシングル
5. We can go
6. call
7. シャイン (album version)
編曲：土屋望・羽毛田丈史
1stシングルのアレンジ
8. Cage
編曲：土屋望・羽毛田丈史
3rdシングル
9. 螺旋
映画『WASABI』挿入歌
10. 眩暈
4thシングル
11. 月光 (album version)
2ndシングルのアレンジ

## 楽曲解説
イノセンス
初めて一人称に「僕」、二人称に「君」を使用した楽曲。ライブでもよく披露されていた。また、アルバム発売後にはApplied Material社の企業CMのBGMとして楽曲がCBC・CNBCを中心として世界中にオンエアされ、「あの楽曲を歌う歌手は誰なのか」という問い合わせが世界的に殺到した。
BACK DOOR (album version)
ロックを基調としたシングルバージョンに対し、ピアノとチェロのみでのアレンジ構成になっており、ボーカルも新録音されている。シングルバージョンは、4thベストアルバム『GOOD BYE TRAIN 〜ALL TIME BEST 2000-2013』がリリースされるまでシングルのみでしか聴くことができなかった。
We can go
カントリーロックを重視した楽曲で、自身が上京して初めて作った作品であるという。アルバムリリース後、ラジオオンエア限定で「We can go -summer radio mix-」なるバージョンも存在しオンエアされていた。このバージョンは長らくCD化されなかったが（プロモーション用CD『CHIHIRO ONITSUKA SUMMER 2001』のみに収録されていたが、プロモーション用に配布された非売品のため一般は入手できない）、2ndベストアルバム『SINGLES 2000-2003』で初のCD化がされた。プロモーションビデオはノーカットで撮影されている。
call
鬼束ちひろの原点である楽曲。17歳の時、文化祭で行ったエイズに関する劇で、周囲からいじめられて最後には死ぬというエイズ患者の役をやったことから死について触発され、初めて作詞作曲したという。もともとは英語詞の楽曲でオーディションでも英語詞を披露したが、アルバム収録にあたって日本語詞に書き直したという。
シャイン (album version)
「BACK DOOR (album version)」と同様、ピアノ1本のみのアレンジにされており、こちらもボーカルの新録音がなされている。このアルバムバージョンと同じ構成で「シャイン (unplugged)」としてプロモーションビデオも制作されているが、歌唱・細部のアレンジともにアルバムバージョンとは異なる。
螺旋
アルバムリリース後、リュック・ベッソン監督のフランス映画『WASABI』の挿入歌として起用され、話題を呼んだ楽曲。監督はもともと親日家であり、ヒロインに広末涼子を起用したため、フランスの映画製作サイドが劇中で使用する挿入歌も日本の楽曲が良いとのことで日本人のアーティストの楽曲を使用したいと申し出、日本側がいくつか楽曲を送ったところこの楽曲が選ばれたという。ちなみにこの楽曲はもともと「My Fragile Life」というタイトルで、シングル「Cage」が2ndシングルとしてリリースされる際のカップリング曲として発表予定であり既に収録も済ませてあったが、発売自体がお蔵入りとなってしまい（「Cage」のプロモーション用CDのみに収録されていたが、非売品であることはおろか製品盤が発売中止となってしまったため入手できない）、聴くことは出来ない。このアルバム収録のために新たに収録し直した際に、本人曰く「塔の螺旋状の階段を上り、塔のてっぺんから飛び降りる映像が浮かんだ」とのことからタイトルが「螺旋」と変更されたという。
月光 (album version)
アレンジが異なり、第16回ゴールドディスク大賞を記念して制作されたコンピレーションアルバムにも収録されている。このアルバムを通して「月光」で始まり「月光」で終わるというのは本人や制作側の意図である。プロモーションビデオは八王子ホテルニューグランドに併設されているウェディングチャペルで撮影された。

## 演奏
- 鬼束ちひろ
  - Vocal
  - Chorus (#4.8.10)
- 羽毛田丈史
  - Acoustic Piano (全曲)
  - Programming (#1.2.6)
  - Acoustic Guitar (#2)
  - Organ, Drum Programming (#4)
  - Pad (#6)
  - Loop, Sample Programming (#9)
  - Synthesizer, Uilleann Pipe Programming (#10)
  - Chorus (#3.5.6.9.11)
- 西海孝
  - Acoustic Guitar (#1.4.5.8.10)
  - Electric Guitar (#4.5.8.10)
  - Dobro Guitar (#9)
  - Chorus (#3.5)
- NAOTO、城戸喜代：Violin (#1.4.10.11)
- 榎戸崇浩：Viola (#1.4.10.11)
- 柏木広樹：Cello (#1.4.9.10.11)
- 梯郁夫
  - Ethnic Conga (#1.10)
  - Tambourine (#1.4)
  - Conga (#4.5)
  - Shaker, Tree Bells (#5)
  - Hamoney Ball, Chinese Bell, Blossom Bell (#6)
  - Cymbal, Snare, Triangle, Bodhran (#10)
- tasuku：Electric Guitar (#2)
- 渡辺等
  - Electric Bass (#2.4.5.8.10)
  - Cello (#3)
  - Acoustic Bass (#6)
- 佐野康夫：Drums (#2)
- 江崎とし子：Chorus (#2.3.5.6.9.10.11)
- 楠均：Drums (#5.6)
- 田村玄一：Pedal Steel (#5.6)
- 安宅秀紀：Drum Programming (#8)
- 土屋望：Synthesizer Programming (#8)

## チャート成績
『インソムニア』は、1stアルバムにして、20歳の若さで、初登場1位、初動売上44.1万枚を記録した。その後も売れ続け、累計売上枚数は7週目に100万枚を突破した。2001年のオリコン年間ランキングでは、123.1万枚を売り上げ、16位にランクインした。合計1年7か月以上チャートににランクインした。その後も売り上げを伸ばし、現在までに150万枚以上を売り上げている。

### 売上推移
発売7週目(ミリオンセールス達成)までのオリコンによる集計
| 登場週          | 順位 | 週間売上枚数 | 累計売上枚数 |
| --------------- | ---- | ------------ | ------------ |
| 2001年3月19日付 | 1    | 441,470      | 441,470      |
| 2001年3月26日付 | 3    | 198,770      | 640,240      |
| 2001年4月2日付  | 4    | 140,260      | 780,500      |
| 2001年4月9日付  | 8    | 97,540       | 878,040      |
| 2001年4月16日付 | 7    | 63,200       | 941,240      |
| 2001年4月23日付 | 7    | 48,020       | 989,260      |
| 2001年4月30日付 | 8    | 36,480       | 1,025,740    |

## アナログレコード
東芝EMI在籍時にリリースしたオリジナルアルバム3タイトル「インソムニア」、「This Armor」、「Sugar High」を12月6日に初のアナログレコードとして発売が決定。昨今、アナログレコードの人気が再燃している状況の中、過去の名盤と称される数多く作品群をレコード盤として発売しているユニバーサルミュージックが、フォーカスしたアーティストの一人が、孤高の歌姫で唯一無二のシンガー・ソングライター鬼束ちひろである。今から20数年前の2000年初頭の時代に彗星の如く現れて、デビューアルバム「インソムニア」でいきなりミリオンセールスを達成。収録楽曲の「月光」は、時代、世代を超えて今なお支持され続けている。
当初は、今年も11月3日に開催される国内最大級のアナログレコードのイベント「レコードの日」にあわせて「インソムニア」のみを発売する予定であったのだが、鬼束ちひろの素性が凝縮されているのは初期アルバム３枚であり、一挙にリリースした方がより一層効果的との判断から、予定を変更して今回のリリースが実現したことになる。当時のプロデューサーである土屋望氏にトータルの監修を依頼、藤井風やiriなどを手掛けるマスタリング・エンジニアの山崎翼（Flugel Mastering）氏がリマスタリングを担当、カッティング・エンジニアは武沢茂（日本コロムビア）氏という布陣で20数年の時空を超えて新たに産み出されたサウンドは必聴。
19歳でデビューして、繊細で純粋過ぎるがゆえの孤独や抵抗、時にはもがき苦しみながら綴った言葉の数々が、当時圧倒的な共感を得てミリオンセールスに到達した。あれから20年以上が経過した現代の日常にもリアルにリンクする「極限までの自己との向き合い」に満ちた、鬼束ちひろ初期３部作である。
「インソムニア」 全11曲 UPJY-9365/6 2枚組
★2023年最新リマスタリング
- SIDE-A 01.月光 02.イノセンス 03.BACK DOOR(album version)
- SIDE-B 01.edge 02.We can go 03.call
- SIDE-C 01.シャイン(album version) 02.Cage 03.螺旋
- SIDE-D 01.眩暈 02.月光(album version)

2000年の世紀末に彗星のごとく現れたシンガー・ソングライター鬼束ちひろが、2001年3月7日に発売した1st アルバム、オリコン週間チャート初登場1位を記録、発売から1か月でミリオンヒットを記録し、鬼束ちひろ最大のヒットアルバムとなった。当時、新人としては異例のロングセールスを記録した「月光」や「Cage」、「眩暈」が収録されているまさしく当時の彼女の全てを込めた作品。デビューアルバムにして名盤である。